# Gmina Rozprza
Die Gmina Rozprza ist eine Stadt-und-Land-Gemeinde im Powiat Piotrkowski der Woiwodschaft Łódź in Polen. Sie hat mehr als 12.300 Einwohner und ihr Sitz ist die gleichnamige Stadt mit etwa 1.680 Einwohnern.

## Geographie

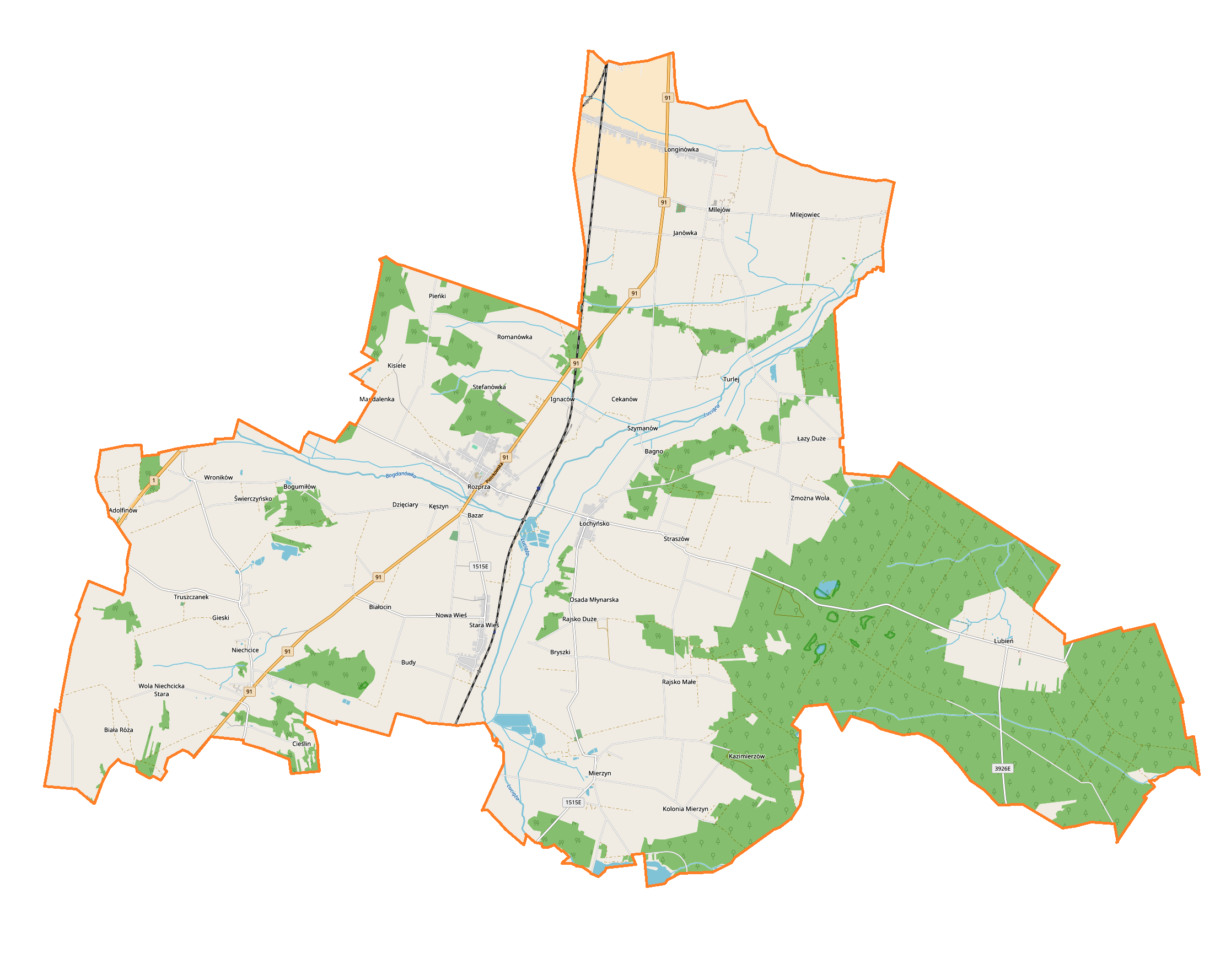
Karte der Gemeinde

Die Gemeinde liegt im Süden der Woiwodschaft. Die Hauptstadt Warschau liegt etwa 110 Kilometer nordöstlich und Łódź 40 Kilometer nördlich. Nachbargemeinden sind die Kreishauptstadt Piotrków Trybunalski im Norden, im Powiat Piotrkowski Sulejów im Nordosten, Ręczno im Osten, Łęki Szlacheckie im Südosten, Gorzkowice im Südwesten und Wola Krzysztoporska im Nordwesten sowie im Powiat Radomszczański Kamieńsk im Westen. Zu den Gewässern gehören die Luciąża und die Bogdanówka. Ein kleiner Teil des 217 Hektar großen Stausees Zalew Cieszanowicki liegt auf dem Gebiet der Gemeinde.

## Geschichte

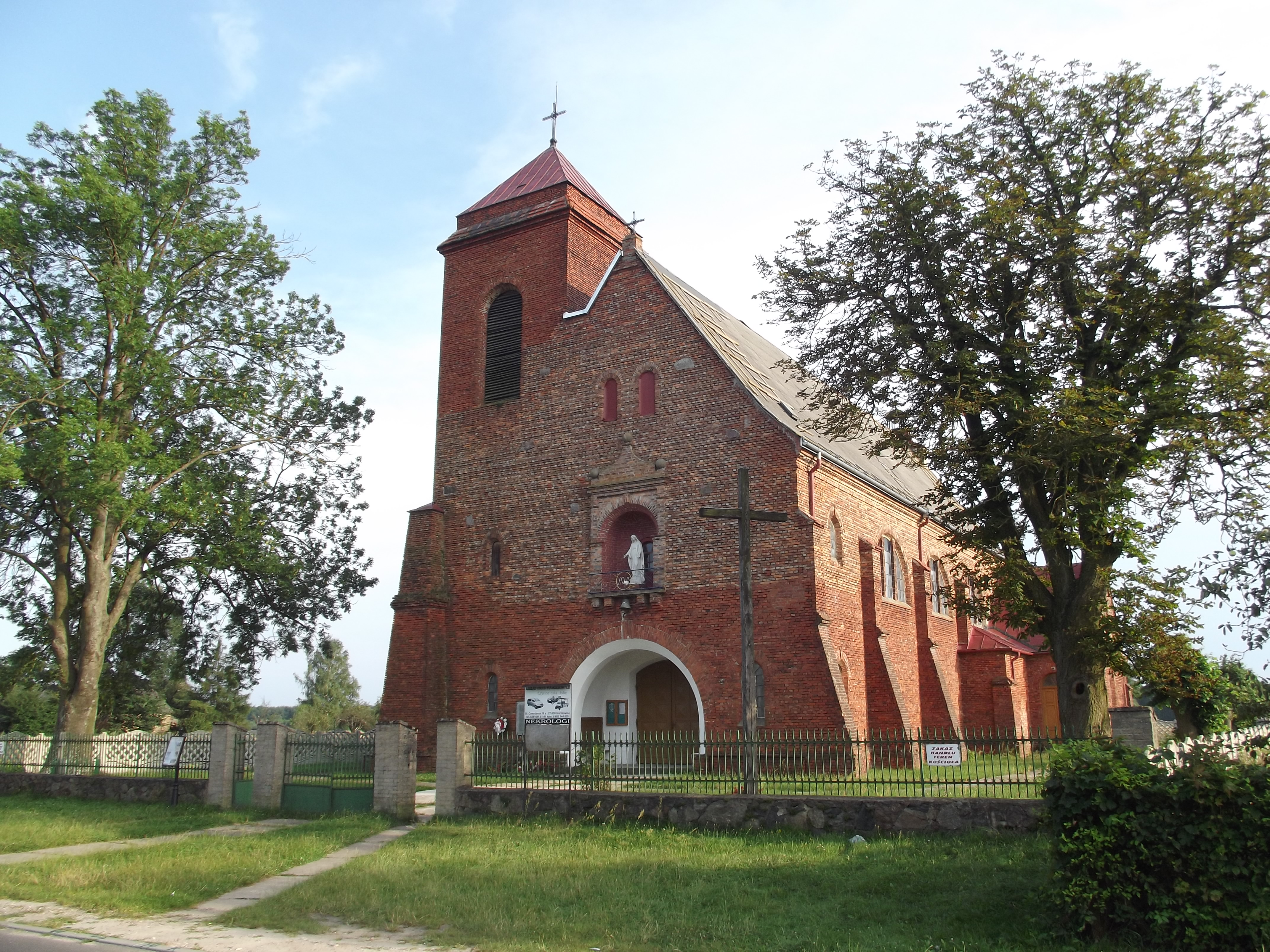
Pfarrkirche in Lubień

### Verwaltungsgeschichte
Die Landgemeinde Rozprza war von 1954 bis 1972 in Gromadas aufgelöst. Von 1975 bis 1998 war der Powiat aufgelöst und die Gemeinde kam zur Woiwodschaft Piotrków. Zum 1. Januar 1999 kam die Gemeinde wieder zum Powiat Piotrkowski der Woiwodschaft Łódź. Zum 1. Januar 2023 erhielt Rozprza die 1870 entzogenen Stadtrechte zurück und die Gemeinde bekam den Status einer Stadt-und-Land-Gemeinde.
Die Arbeitslosigkeit lag zum Jahresende 2021 mit 5,2 Prozent unter der des Landes (5,4 %) und der Woiwodschaft (5,6 %).

## Gliederung
Zur Stadt-und-Land-Gemeinde (gmina miejsko-wiejska) Rozprza gehören die Stadt selbst sowie 34 Dörfer und eine Osiedle mit jeweils einem Schulzenamt (sołectwa):
Rozprza
Bagno mit einem Teil von Łochyńsko
Bazar
Biała Róża mit Budy Porajskie
Białocin
Bryszki
Budy
Cekanów
Cieślin
Gieski
Ignaców
Janówka
Kęszyn mit Dzięciary
Kisiele
Longinówka
Lubień
Łazy Duże
Łochyńsko
Magdalenka
Mierzyn mit Kolonia Mierzyn
Milejów
Milejowiec
Niechcice
Nowa Wieś
Pieńki
Rajsko Duże
Rajsko Małe
Romanówka mit Stefanówka
Stara Wieś
Straszów
Świerczyńsko
Truszczanek
Wola Niechcicka Stara
Wroników mit Bogumiłów und Adolfinów
Zmożna Wola
Osiedle Przylesie in
Weitere Ortschaften der Gemeinde sind Milejów-Kolonia sowie die Weiler Fałek, Gaj, Grobla, Kazimierzów, Szymanów und Turlej. Ehemalige Dörfer sind Nowa Wola Niechcicka und Kolonia Stara Wieś.

## Sehenswürdigkeiten

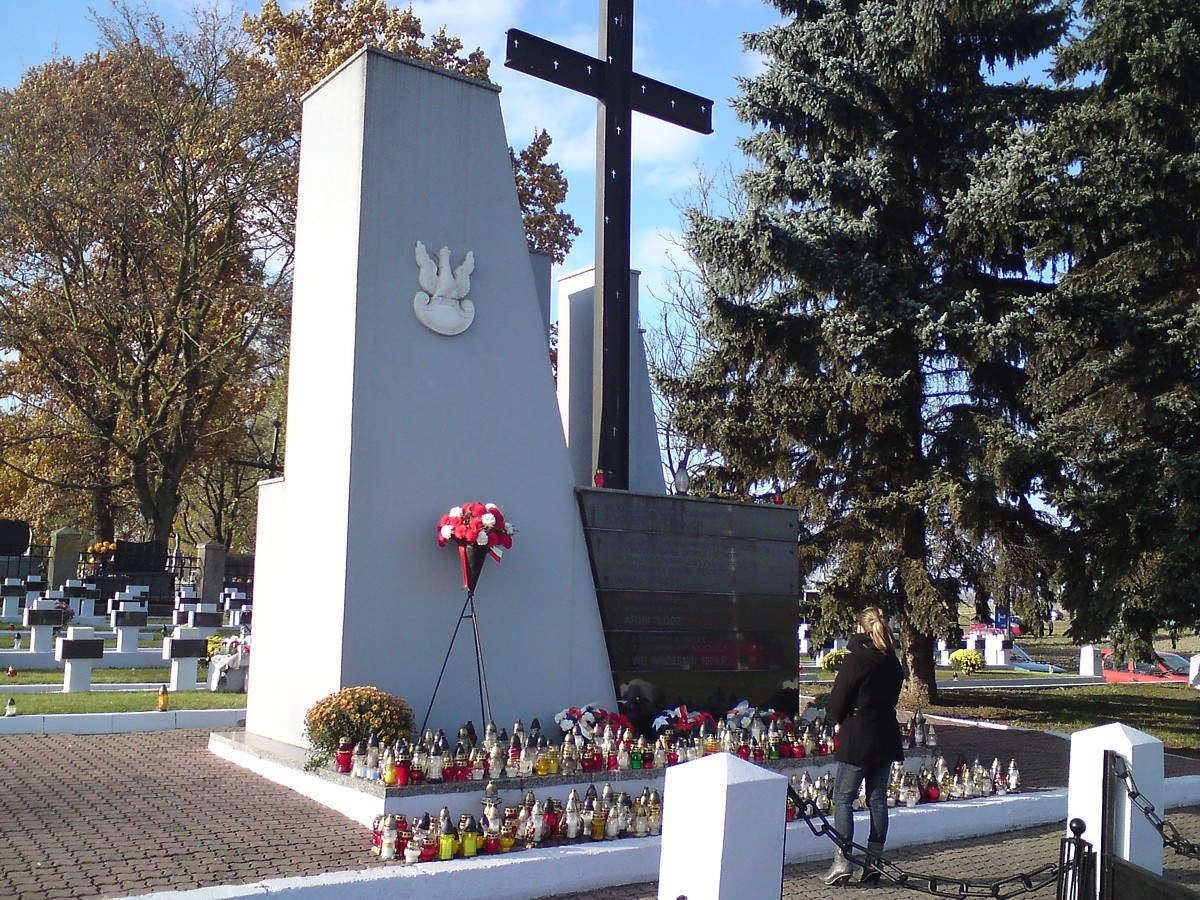
Denkmal in Milejów

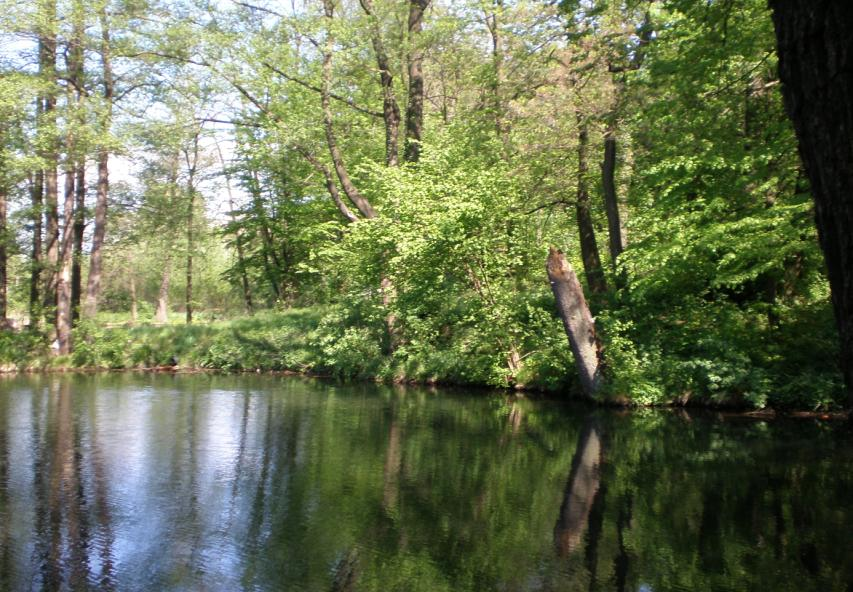
Schlosspark von Niechcice

Denkmalgeschützte Sehenswürdigkeiten: 
- Denkmal und Kriegsgräber in Milejów[6]
- Schlosspark von Niechcice[7]

Weitere Baudenkmale:
- Schloss in Nowa Wola Niechcicka
- Pfarrkirche in Lubień
- Pfarrkirche in Mierzyn
- Pfarrkirche in Milejów
- Pfarrkirche in Rozprza

## Bildung
Die Gemeinde unterhält sechs Grundschulen (Szkoła Podstawowa) in Rozprza (334), Mierzyn (132), Milejów (121), Niechcice (192), Nowa Wieś (93) und Straszów (182 Schüler). In Rozprza gibt es zwei private weiterführende Schulen. In Rozprza (134), Lubień (96) und Niechcice (? Kinder) bestehen drei öffentliche Kindergärten (Przedszkole). (Stand: jeweils 2021)
Die fünf Bibliotheken der Gemeinde waren 2021 mit 64.261 Medieneinheiten ausgestattet und hatten acht Angestellte.

## Verkehr
Die Landesstraße DK91 führt von Łódź über Piotrków Trybunalski und Rozprza nach Częstochowa (Czenstochau). An der Bahnstrecke Warszawa–Katowice liegen auf dem Gebiet der Gemeinde der Bahnhof Rozprza und die Haltepunkte Milejów und Luciążanka (bei Stara Wieś). Der nächste internationale Flughafen ist Łódź.